# Susanne Hennig-Wellsow

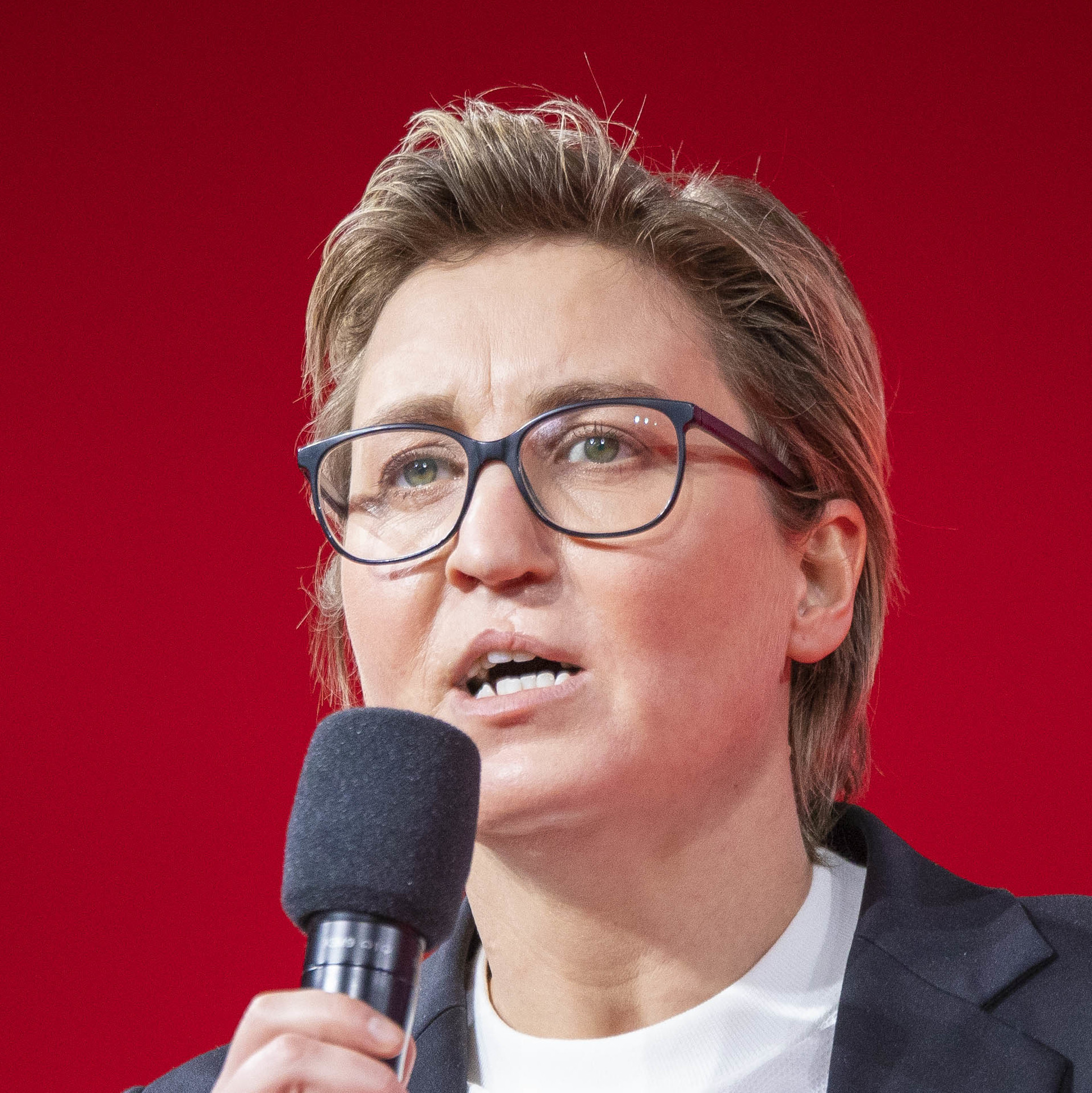
Susanne Hennig-Wellsow (2021)

Susanne Marianne Hennig-Wellsow, geborene Hennig, (* 13. Oktober 1977 in Demmin) ist eine deutsche Politikerin (Die Linke). Von 2021 bis 2025 war sie Mitglied des Deutschen Bundestags.
Von 2004 bis 2021 gehörte sie als Abgeordnete dem Thüringer Landtag an. Sie war von 2013 bis 2021 Landesvorsitzende von Die Linke Thüringen, von 2014 bis 2021 auch Fraktionsvorsitzende im Thüringer Landtag und von 2021 bis 2022 zusammen mit Janine Wissler Vorsitzende der Bundespartei der Linken.
Breitere Bekanntheit erreichte Hennig-Wellsow im Februar 2020 in Zusammenhang mit der Wahl von Thomas Kemmerich (FDP) zum Thüringer Ministerpräsidenten, unter anderem mit Stimmen der AfD: Statt Kemmerich zu gratulieren, warf sie ihm einen Blumenstrauß vor die Füße. Kurzzeitig bis März 2020 wurde sie Thüringer Oppositionsführerin.

## Herkunft und Lebenslauf
Hennig-Wellsows Vater arbeitete als Lastwagenfahrer und machte in der DDR eine Ausbildung zum Kriminalisten, wurde Hauptkommissar bei der Volkspolizei und nach der deutschen Vereinigung 1990 in den Dienst der Thüringer Polizei übernommen. Die Familie war noch vor der Wende 1989 nach Erfurt umgezogen. Ihre Mutter war in der DDR als Standesbeamtin tätig und arbeitete ab Mitte der 1990er-Jahre im Thüringer Innenministerium.
Von 1984 bis 1999 war sie Leistungssportlerin im Eisschnelllauf. Sie schloss ihr Abitur 1996 am Erfurter Sportgymnasium ab und begann im gleichen Jahr an der Universität Erfurt ein Studium der Erziehungswissenschaften, das sie 2001 als Diplom-Pädagogin abschloss. Im Anschluss daran arbeitete sie bei der PDS-Fraktion im Thüringer Landtag von 2001 bis 2004 als wissenschaftliche Mitarbeiterin für Bildung und Medien. Von 2001 bis 2012 war sie als Trainerin des Breitensports in der Abteilung Eisschnelllauf des ESC Erfurt tätig.
Hennig-Wellsow ist verheiratet, hat ein Kind (* 2014) und lebt in Erfurt und Potsdam.

## Politik
Hennig-Wellsow war Mitglied der Partei des Demokratischen Sozialismus (PDS) und für die Nachfolgeorganisation Die Linke von 2007 bis 2012 Mitglied im Stadtvorstand Erfurt der Partei. Auf kommunaler Ebene war sie zwischen 2004 und 2012 Mitglied des Erfurter Stadtrates. Dort war sie überwiegend für Jugendpolitik und Jugendförderplanung zuständig. Bereits seit 2002 war sie Mitglied des Jugendhilfeausschusses der Stadt Erfurt.
Zur Zeit ihres Einzuges in den Stadtrat wurde sie 2004 über das Jugendticket der PDS mit 26 Jahren als jüngste Abgeordnete in den Thüringer Landtag gewählt. Dort war sie in der Linksfraktion bis 2012 Sprecherin für Ausbildungs- und Studentenfragen. Sie war Mitglied im Bildungsausschuss und stellvertretendes Mitglied im Wissenschafts- wie auch im Wirtschaftsausschuss. Von 2012 bis 2014 war sie bildungspolitische Sprecherin ihrer Fraktion. Zusammen mit ihrem Fraktionskollegen Matthias Bärwolff eröffnete sie im Oktober 2004 in der Erfurter Innenstadt das offene Jugendwahlkreisbüro RedRoXX als Anlaufpunkt für die links-alternative Szene im Erfurter Raum.
Im November 2006 wurde Hennig-Wellsow aufgrund ihres Plädoyers für „französische Verhältnisse“ während einer Studentendemonstration von der Landtagspräsidentin in ihrer Funktion als Schriftführerin im Landtag sanktioniert und infolgedessen aus einer Landtagssitzung ausgeschlossen. Der Rechtsstreit vor dem Thüringer Verfassungsgerichtshof endete mit einem Vergleich.

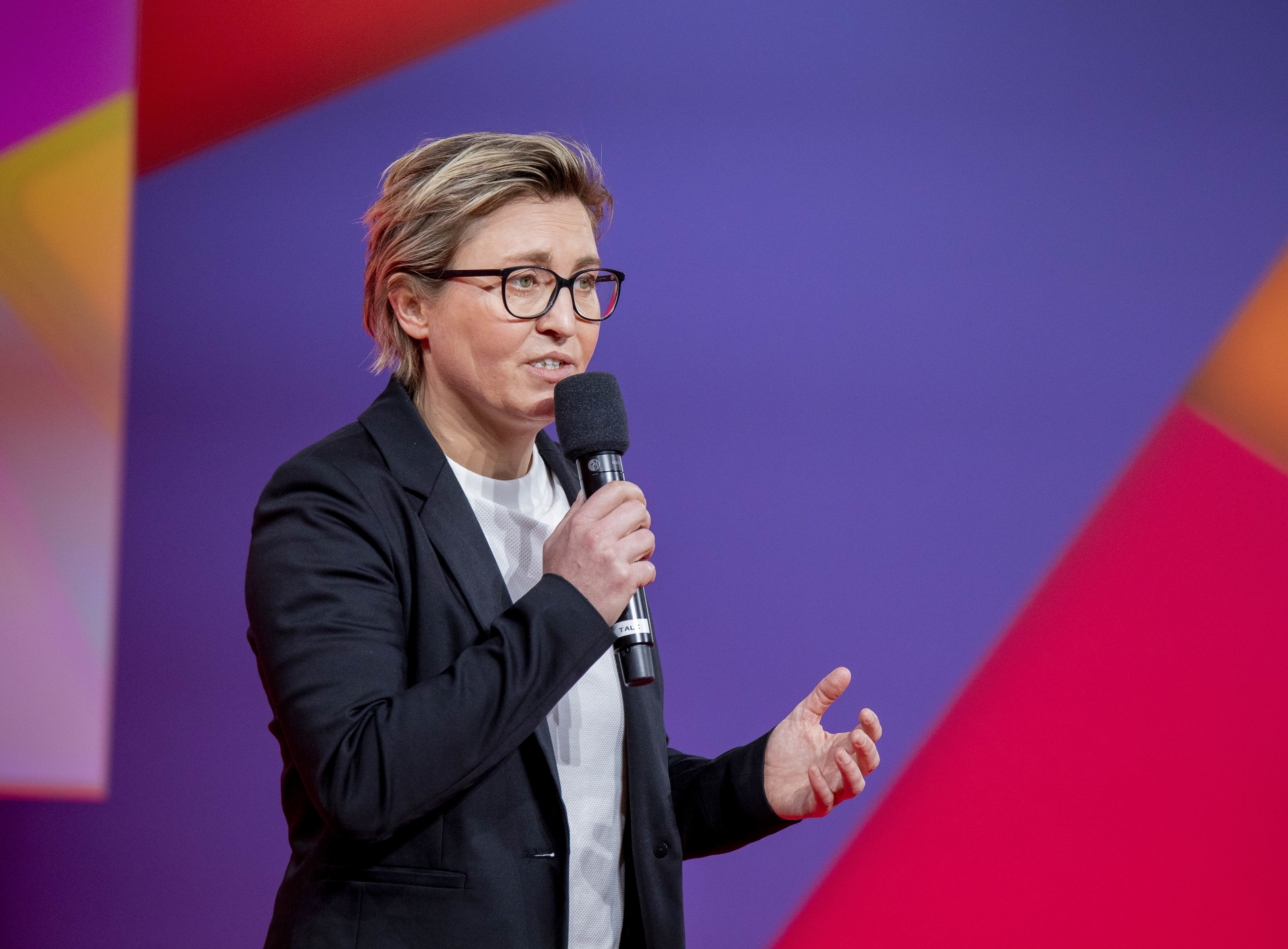
Susanne Hennig-Wellsow bei ihrer Rede zum Parteivorsitz (2021)

Bei der Landtagswahl in Thüringen 2009 zog sie als Direktkandidatin für den Wahlkreis Erfurt II wieder in den Thüringer Landtag ein. 2011 wurde sie zur stellvertretenden Vorsitzenden der Partei Die Linke Thüringen gewählt, im November 2013 mit 76 von 134 Delegiertenstimmen im ersten Wahlgang gegen zwei Gegenkandidaten zur neuen Thüringer Landesvorsitzenden der Partei Die Linke gewählt. Bei den Landtagswahlen 2014 und 2019 konnte sie ihr Direktmandat verteidigen. Nach der Wahl von Bodo Ramelow zum Thüringer Ministerpräsidenten wurde sie am 10. Dezember 2014 zur Vorsitzenden der Linksfraktion im Thüringer Landtag gewählt. Am 15. November 2015 wurde sie in Gotha mit 75,4 Prozent der Stimmen als Landesvorsitzende bestätigt, ihr Herausforderer Frank Lange erhielt 17,2 Prozent. Ihre erneute Kandidatur war wegen der in ihrer Partei sonst unüblichen Ämterdoppelung von Partei- und Fraktionsvorsitz nicht unumstritten.
Bundesweite Bekanntheit erlangte Hennig-Wellsow am 5. Februar 2020 während der Thüringen-Krise nach der Wahl von Thomas Kemmerich zum Thüringer Ministerpräsidenten. Dabei hatte sie als Vorsitzende der größten Landtagsfraktion das Recht, als Erste zu gratulieren. Sie verweigerte Kemmerich nicht nur den üblichen Handschlag, sie warf ihm auch den Blumenstrauß vor die Füße. Dies brachte ihr weitreichende öffentliche Aufmerksamkeit.
Hennig-Wellsows politische Schwerpunkte liegen in der Hochschul-, Bildungs- und Ausbildungspolitik, im Antifa-Bereich, der politischen Bildung und der Nachwuchsförderung. 2007 war sie Erstunterzeichnerin des Aufrufes Für eine antikapitalistische Linke (AKL), einer der später, 2016, vom Bundesamt für Verfassungsschutz als linksextrem eingestuften Strukturen innerhalb der Partei „Die Linke“. In einer Sendung des Deutschlandfunks sagte sie, dass sie aufgrund der Entwicklung der AKL entschieden habe, nicht weiter in dieser aktiv zu sein. Außerdem unterstützte sie an außerparlamentarischen sozialen Bewegungen unter anderem das Sozialforum in Deutschland 2005 in Erfurt und nahm an den Protesten gegen den G8-Gipfel in Heiligendamm 2007 teil.
Auf dem wegen der Coronavirus-Pandemie digital veranstalteten Linken-Parteitag im Februar 2021 kandidierte Hennig-Wellsow zusammen mit Janine Wissler für den Bundesvorsitz der Linken. Dabei vertrat das Kandidatinnenduo die beiden wichtigsten Strömungen der Partei: Wissler die radikalere Strömung und Hennig-Wellsow die moderatere. Am 27. Februar 2021 wurden beide von den Delegierten mit jeweils deutlicher Mehrheit gewählt. Anfang März legte Hennig-Wellsow zunächst den Landespartei- und anschließend auch den Fraktionsvorsitz in Thüringen nieder. Schon im Februar 2021 hatte Hennig-Wellsow angekündigt, bei der Bundestagswahl 2021 zu kandidieren und damit auch auf Parlamentsebene in die Bundespolitik wechseln zu wollen. Dazu kandidierte sie im Bundestagswahlkreis Erfurt – Weimar – Weimarer Land II und wurde von ihrer Partei auf Platz 1 der Landesliste der Die Linke Thüringen gewählt.
Hennig-Wellsow warb im Vorfeld des Parteitags 2021 für eine Regierungsbeteiligung der Linken und einen „radikal-pragmatischen Ansatz“, was innerhalb der Linken umstritten ist. Sie zog schließlich über die Landesliste in den Bundestag ein. Im Zuge dessen legte sie ihr Landtagsmandat nieder. Für sie rückte Donata Vogtschmidt nach.
Am 20. April 2022 trat sie als Parteivorsitzende der Linken zurück. Für ihren Rücktritt führte sie drei Gründe an: Privat brauche sie mehr Zeit für ihr Kind, die notwendige Erneuerung der Partei (z. B. nach den Verlusten bei den Wahlen zum Saarländischen Landtag Ende März 2022) brauche neue Gesichter und der Sexismus-Skandal im hessischen Landesverband der Partei habe eklatante Defizite in der Partei offengelegt. Mitte Dezember 2024 gab sie zudem bekannt, nicht mehr für die Bundestagswahl 2025 zu kandidieren. Sie schied mit der Konstituierung des vorzeitig gewählten 21. Deutschen Bundestages am 25. März 2025 aus dem Parlament aus.

## Kritik
Hennig-Wellsow wurde für einen Ausschnitt eines Interviews bei Jung & Naiv vom 4. März 2021, in dem sie die Zahl der Kampfeinsätze der Bundeswehr – die sie beenden möchte – nicht nennen konnte, von ihrem Parteikollegen Alexander Neu kritisiert. Sie lehne sich „[zu] weit aus dem Fenster“, da der Begriff „Kampfeinsatz“ nicht definiert sei. Hennig-Wellsow entgegnete, dass jeder die Zahl, die ihrer Meinung nach bei „null“ liegen sollte, googeln könne. Sie wurde auch für ein am 31. März 2021 ausgestrahltes Interview mit Markus Lanz kritisiert, in welchem sie Schwierigkeiten damit hatte, die Steuerpolitik der Linken zu erklären.

## Mitgliedschaften
Neben ihrer parlamentarischen Arbeit ist Hennig-Wellsow Mitglied der Gewerkschaft Erziehung und Wissenschaft, des Vereins Perspektiv e. V. in Erfurt und der Alternative 54 e. V. Von 2001 bis 2012 war sie Trainerin des Breitensports, Sektion Eisschnelllauf des ESC Erfurt. Durch ihre Wahl in den Landtag war sie von 2004 bis 2009 Mitglied im Stiftungsrat der Bildungs- und Begegnungsstätte Weimar. Zudem gehört sie der IG Metall, dem Sea-Eye sowie dem Flüchtlingspaten Syrien e. V. an.

## Schriften
- Susanne Hennig: Wie antwortet DIE LINKE auf die Ausbildungsmisere? In: Horst Bethge, Gerrit Große, Nele Hirsch, Ulrike Zerhau (Hrsg.): PISA-Schock: Was sagt DIE LINKE? VSA-Verlag für das Studium der Arbeiterbewegung, Hamburg 2008, ISBN 978-3-89965-290-1, S. 217–222.
- Susanne Hennig-Wellsow (Hrsg.): Mit LINKS regieren? Wie Rot-Rot-Grün in Thüringen geht. VSA-Verlag, Hamburg 2015, ISBN 978-3-89965-672-5; darin:
  - Susanne Hennig-Wellsow: Mit LINKS regieren! Warum es Zeit für Rot-Rot-Grün in Thüringen wurde, was die Koalition verändern kann und was regieren für DIE LINKE bedeutet. S. 18–44.